# Plaza de la Villa de París
La Plaza de la Villa de París (en català «Plaça de la Vila de París») és una plaça al centre de Madrid, Espanya, entre els carrers del General Castaños, García Gutiérrez i Marquès de l'Ancorada. A aquesta plaça dona la façana principal del Tribunal Suprem, i també un lateral de l'Audiència Nacional, que justifiquen el nom del barri (Justicia). Des de fa algunes dècades, hi ha un aparcament públic subterrani sota la plaça.

## Història
En origen, aquest espai va estar ocupat per l'extensa horta de les monges del convent de les Salesas Reales, més precisament la part dedicada a jardí que, formant part de l'edifici monacal, va fer construir per a la seva residència la seva fundadora, la senyora Bàrbara de Bragança.
La raó del nom d'aquesta plaça és la visita del President de la República Francesa Émile Loubet a 1905.
Dividida la plaça en dues parts, al centre de la de la dreta hi ha una estàtua en pedra de Colmenar del rei Ferran VI des 1882, any en què va ser traslladada des d'un dels patis de les Salesas. Obra de Juan Domingo Olivieri i executada entre 1750 i 1752, va estar primerament destinada a la font de la plaça principal d'Aranjuez. Al jardí de l'esquerra hi ha una estàtua, anàloga en proporcions i matèria, que representa Bàrbara de Bragança, obra de Marià Benlliure.

## Galeria

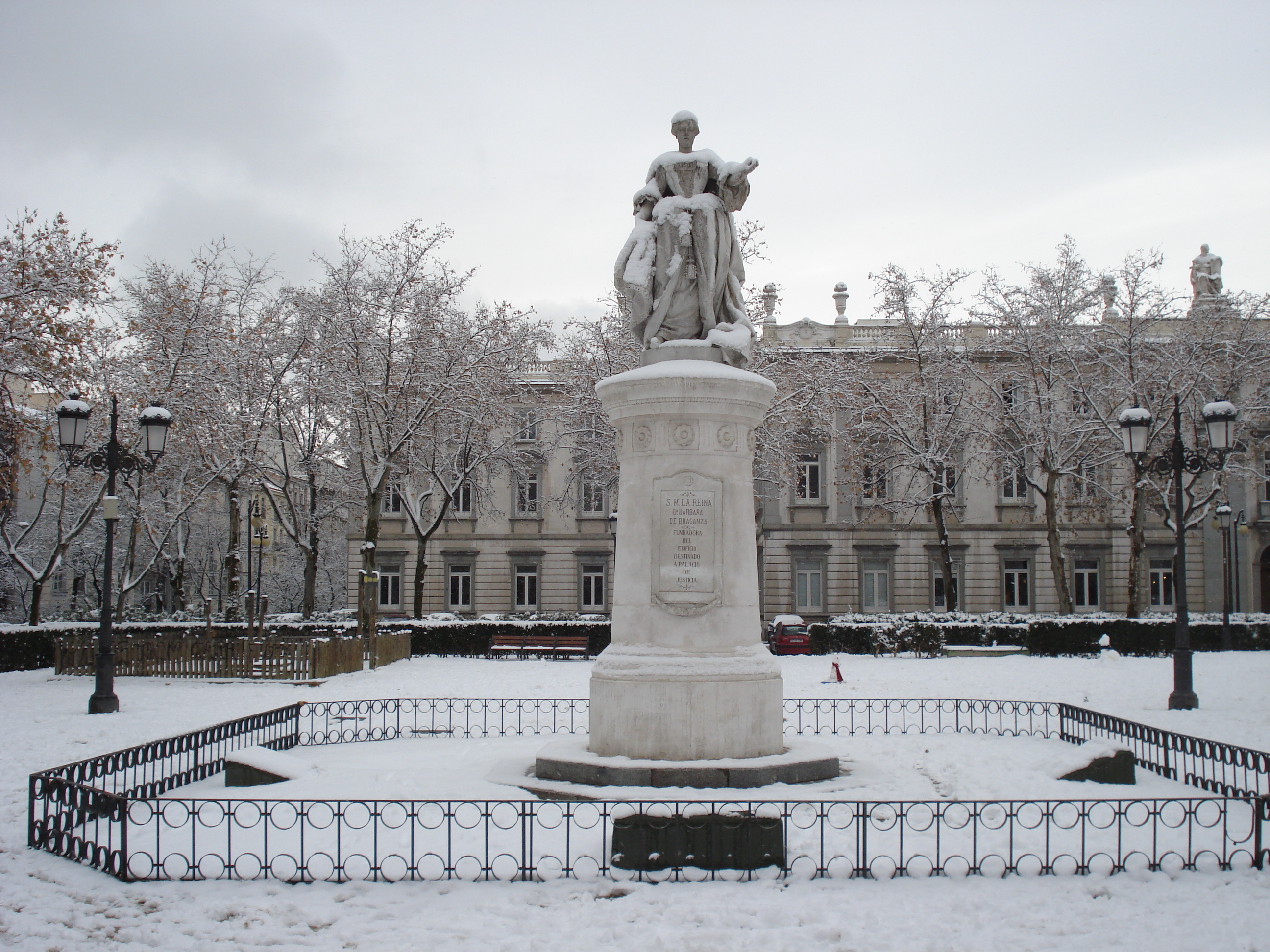
L'estàtua, amb neu
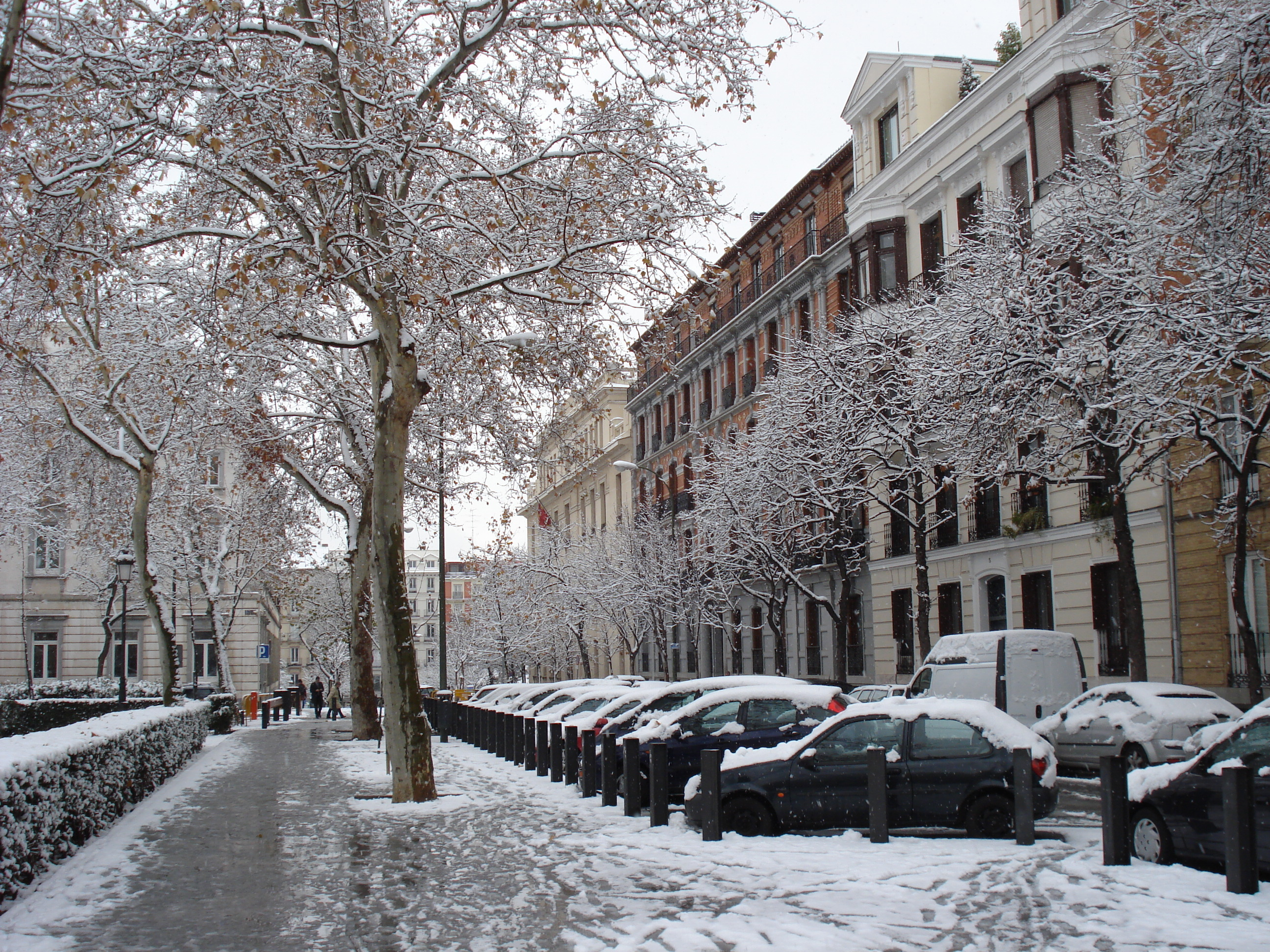
Vista amb neu
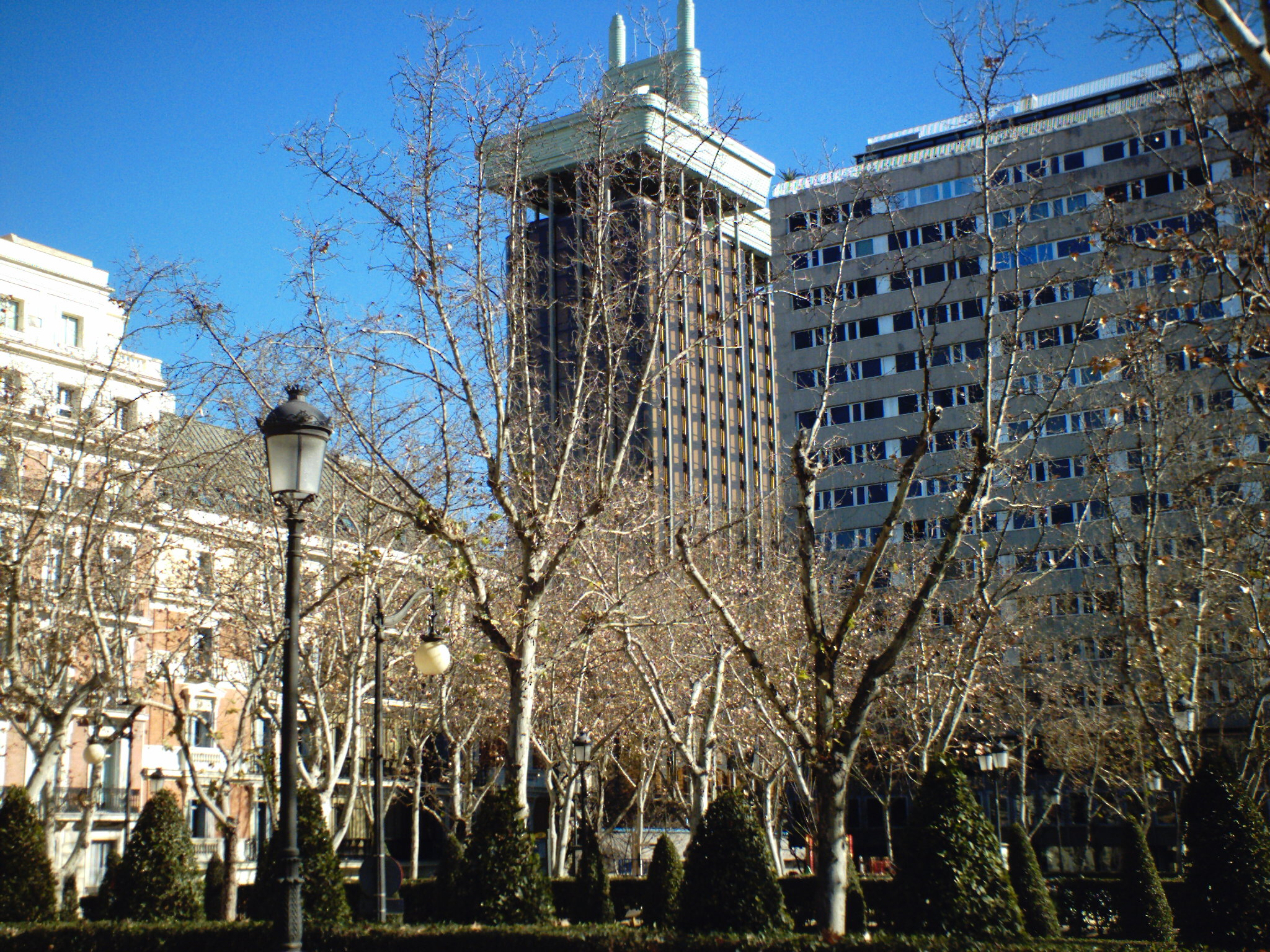
Torres de Colón vistes des de la plaça
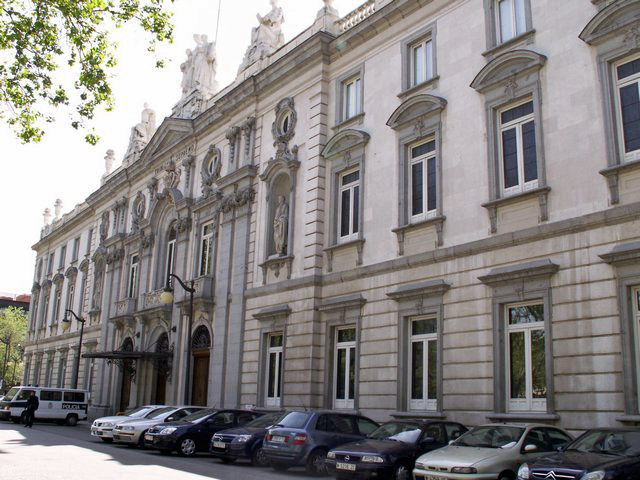
El Tribunal Suprem